# Alice et le Symbole grec
Alice et le Symbole grec (titre original : The Greek Symbol Mystery) est le 60e roman de la série Alice (Nancy Drew en VO) écrit par Caroline Quine, nom de plume collectif de plusieurs auteurs. L'autrice de ce roman est Nancy Axelrad.
Aux États-Unis, le roman a été publié pour la première fois en 1981 par Wanderer Books (filiale de Simon & Schuster). En France, il est paru pour la première fois en 1983 chez Hachette Jeunesse dans la collection « Masque Jeunesse » sous le no 13.
Le roman évoque une enquête d'Alice relative à la recherche de trafiquants d'art en Grèce. Pour cela elle recherche ceux qui utilisent un mystérieux symbole grec composé de deux serpents entrelacés.

## Résumé
Remarque : le résumé est rédigé sur la base de l'édition française de 1983. Le roman comprend vingt chapitres.
- Mise en place de l'intrigue

Chapitres 1 à 3.
Mme Thompson envoie régulièrement de l'argent à une famille pauvre de Grèce, les Papadopoulos. Il semble que l'agence Photini, qui servait d'intermédiaire, a cessé de remettre l'argent à cette famille. Dimitri Georgiou est le directeur de l’agence Photini. Or, le père d'Alice a aussi un problème : retrouver l'héritage en Grèce de Mme Helen Nicholas. Alice est donc envoyée en Grèce par son père pour résoudre ces deux affaires ; elle sera  accompagnée par Bess et Marion. Elles se rendent dans un premier temps à New York et prennent un vol vers la Grèce à bord d'Olympic Airlines. Durant le trajet elles font la connaissance de M. Isakos, un passager irascible et pénible qui les importune. L'homme fait tomber à terre un morceau de papier sur lequel sont écrits les mots « agence Photini ». Sous la raison commerciale se trouve un mystérieux symbole grec composé de deux serpents entrelacés.
- Enquête et aventures

Chapitres 4 à 17.
- Dénouement et révélations finales

Chapitres 18 à 20.

## Personnages
- Personnages récurrents
  - Alice Roy : héroïne de la série, fille de l'avocat James Roy, orpheline de mère.
  - James Roy : avocat de renom, père d'Alice Roy, veuf.
  - Bess Taylor : jeune femme blonde et rondelette, l'une des meilleures amies d'Alice.
  - Marion Webb : jeune femme brune et sportive, cousine germaine de Bess et l'une des meilleures amies d'Alice.
  - Ned Nickerson : jeune homme brun et athlétique, étudiant à l'université d'Emerson, ami et « chevalier servant » d'Alice.
  - Bob et Daniel : compagnons de Marion et de Bess.

- Personnages spécifiques au roman
  - Dimitri Georgiou : Grec, directeur de l’agence Photini.
  - Isakos : Grec mystérieux et irascible.
  - Dimitri Vatis : notaire grec.
  - M. Scourles
  - Constantine Nicholas
  - Helen Nicholas : bénéficiaire du testament de son oncle
  - Lineos Nicholas : oncle d'Helen Nicholas
  - Stella : jeune Grecque, fiancée de Constantine Nicholas.

## Éditions françaises
- 1983 : éditions Hachette Jeunesse, collection « Masque Jeunesse » no 13, format poche souple (français, version originale). Illustré par Jean Sidobre. Texte français de Lisa Rosenbaum. 20 chapitres. 191 p.
- 1988 : éditions Hachette Jeunesse, collection « Bibliothèque verte » no 444, format poche souple (français, version originale). Illustré par Jean Sidobre. Texte français de Lisa Rosenbaum. 20 chapitres. 190 p.